# 玩伴貓耳娘
《玩伴貓耳娘！》是由神野奧那所寫的輕小說作品，插畫是放電映像與西E田。日文單行本自2003年10月在Media Factory的《MF文庫J》上刊載。繁體中文版由尖端出版發行。在2006年7月推出PS2遊戲軟體之後，相繼進入漫畫化、Drama CD的階段。動畫《玩伴貓耳娘！OVA》Blu-ray在2011年6月15日發售。作品是以外星人的第一次接觸為主的輕小說作品。並以此改編的漫畫、Drama CD、遊戲及電視動畫。

## 故事簡介
這是一部描寫擁有貓耳貓尾的可愛宇宙少女愛麗絲與住在沖繩的少年嘉和騎央一同生活的作品，嘉和騎央是一個普通高中一年級生，他在他們一族中的第五代長老的首次忌辰，遇到了和叔叔喝啤酒的貓耳少女愛麗絲，自稱自己是外星人，來地球的目的是為了做調查並順便遊玩。

## 登場人物

### 主要人物
※名字後方為動畫/遊戲、廣播劇聲優。
嘉和騎央（聲優：田村睦心 / 三瓶由布子）
16歲。160公分。45公斤。
市立牧志高中一年級，基本上是一個性格膽小的普通男孩，在女孩子面前會手足無措，有一碰到酒就會醉倒的體質，很多方面來看根本不像他父親，反而跟他母親相似度100%，因為緣分機緣以及地球跟外星人的未來關係，讓愛麗絲住了下來。
對於攝影、視聽藝術非常有興趣。
愛麗絲（聲優：伊藤加奈惠 / 川澄綾子）
16周期(歲)，身高178cm(包含貓耳)，體重29kg(凱提亞星人標準體重)，B98(F)、W60、H85。
凱提亞星派遣登陸調查員，是個對工作很認真、平時卻很天然呆的外星貓耳少女。喜歡地球(沖繩)的各種料理。
因為雄一表叔的灌輸還有騎央的私藏書刊的關係，對地球(日本)的文化有著奇怪卻又認真的誤解。有著生氣時很恐怖的一面。
雙葉葵（聲優：花澤香菜 / 能登麻美子）
16歲。163公分。45公斤。B70 W45 H60。
騎央的同班同學，長相眉目清秀的眼鏡女，是個安靜沒有太多表情的人。有能夠讓周圍50公尺內的物品瞬間移動到她身邊的特殊能力。
日本電影狂熱者。除了戰鬥方面的技巧卓越以外，其它方面都有點笨拙。
入國管理局特別室所屬非法工作員。有「惡運紅葉」的恐怖稱號。與騎央相處後有很大的轉變。喜歡騎央。
金武城真奈美（聲優：戸松遥 / 豐口惠）
16歲。159公分。50公斤。B80 W55 H82。
和嘉和騎央同一所高中的兒時玩伴，是騎央最先能順暢講話的女孩，住所就在騎央的對面旁邊。是一個喜歡各式槍機的武器狂熱份子。有加入CIA的抱負，其父親為CIA工作。喜歡騎央。

### 凱提亞
凱提亞星本名為地球，因容易和騎央等地球人搞混，所以自稱「凱提亞」。
這種族每過16週期就有定期的發情期，有對象者跟對象，沒對象者則使用虛擬體驗裝置，如果會妨礙到任務時，則使用藥物。
巧加（聲優：寿美菜子 / 高木礼子）
身高145cm(含貓耳)，體重19kg，B65(A)、W45、H50
愛麗絲的上司，登陸班的組長。
外表看似小學生，實際上已超過百歲，並已結婚育有三名子女。
平時負責幫愛麗絲在外出時看家。
梅爾玟（聲優：豊崎愛生 / 井口裕香）
12周期(歲)，身長160cm(含貓耳)，體重25kg，B60(AA)、W50、H55
擔任凱提亞母艦副艦長的才女。
庫娜（聲優：井上喜久子 / 中尾衣里）
身高170cm(含貓耳)，體重30kg，B100(F)、W65、H90
擔任凱提亞母艦艦長的美女，外表看似二十多歲，實際上已超過百歲。
和巧加是青梅竹馬。
德蕾兒（聲優：進藤尚美 / 伊藤静）
凱提亞母艦的船醫。

### 地球人

#### 穆爾菲諾斯集團
安托妮亞（聲優：野水伊織 / 齋藤彩夏）
本名安托妮亞．莉莉摩妮．諾芬德拉斯．芭芭諾嘉絲．亞歷德蕾斯．克諾希斯．穆爾菲諾斯（アントニア・リリモニ・ノフェンデラス・パパノーガス・アレクロテレス・クノーシス・モルフェノス）
莎拉（聲優：渡辺明乃 / 佐藤佑子）
身高180cm，體重70kg，B85、W55、H92
穆爾菲諾斯女僕隊副隊長，是個單眼戴著眼罩，被稱為魔鬼副隊長的美女
雖然是個能破例加入SAS的實力高強人才，但是只要半徑100公尺內有可愛的東西，整個人就會像崩壞了一樣而幫不上忙

#### 嘉和家
因愛麗絲等外星人借住的關係，改成凱提亞臨時大使館，不屬地球和日本的治外法權地，安保人員為雙葉葵和金武城真奈美。
宮城雄一（聲優：立木文彦 / 置鮎龍太郎）
騎央的表叔，是個平常穿著夏威夷襯衫，戴著太陽眼鏡的怪人。
在地下社會的人面似乎很廣，也很會照顧人。

#### 雙葉家
雙葉陣十郎
雙葉織江
葵的母親，舊姓為多知川，在葵進入特殊設施的一年後病死。
擁有「預知」能力。

#### 映像部
糸嘉州真紀（聲優：平田宏美 / 千葉紗子）
25歲，身高170cm，體重55kg，B89、W67、H80，血型：A
騎央的導師兼影像社顧問，是個嚴肅而且認真的美女。
秘密組織「Beautiful・Contact」的成員之一。
部長（聲優：真仲恵吾）
本名不明。市立牧志高中三年級，映像部的部長，擁有豐富的「攝影」相關知識。
普久原聰（聲優：粕谷雄太）
映像部的部員。騎央的同班同學。
石嶺愛子（聲優：仙台惠理）
映像部的部員。巨乳。
大城艾莉莎（聲優：相澤舞）
映像部的部員。日美混血。

#### 軍事相關
淵東（聲優：鈴森勘司 / 堀川仁）
隸屬入國管理局特別交涉課，負責「紅葉」的監視及任務傳達
JACK（聲優：門田幸子）
23歲，CIA探員
本名珍妮絲・亞雷克特茲・卡洛提納斯・卡瑞納特（ジャニス・アレクトス・カロティナス・カリナート）
對於親近的人會讓他們叫她的暱稱JACK，對於討厭的人則會要求叫她的全名
真奈美所憧憬的女性

### 跨作品角色
瀨能 名津流
肯普法的主人公。於動畫第三話亂入。大約在動畫的1：58时出现，在画面右侧的人群中。
三鄉 雫
肯普法的主要角色之一。於動畫第三話亂入。大約在動畫的1：58时出现，在画面右侧的人群中。
露易丝·法兰西斯·露·布朗·杜·拉·瓦利埃尔
零之使魔的主人公。於動畫第四話亂入。大約在動畫的12：13时出现，在画面左侧。(與莉纱在一起)
莉纱
圣剑锻造师的主人公。於動畫第四話亂入。大約在動畫的12：13时出现，在画面左侧。(與露易丝在一起)
瑟希莉·坎贝尔
圣剑锻造师的主人公。於動畫第四話亂入。大約在動畫的14：30时出现，與路克一起走過画面。
路克·艾茵史沃斯
圣剑锻造师的主人公。於動畫第四話亂入。大約在動畫的14：30时出现，與瑟希莉一起走過画面。
陰守衛
阴守忍者的主人公。於動畫第六話亂入。大約在動畫的8：00时出现，在画面右下角。
紺若夕菜
阴守忍者的主人公。於動畫第六話亂入。大約在動畫的8：00时出现，在画面右下角。
近堂 水琴
肯普法的主要角色之一。於動畫第七話亂入。大約在動畫的4：48时出现，在画面右侧。
美嶋 红音
肯普法的主要角色之一。於動畫第七話亂入。大約在動畫的4：48时出现，在画面右侧。

## 輕小說
| 出版順序 | 書籍副標題 | 書籍副標題中譯       | 發行日期（日） | ISBN（日）             | 發行日期（台灣） | ISBN（台灣）           |
| -------- | ---------- | -------------------- | -------------- | ---------------------- | ---------------- | ---------------------- |
| 1        |            |                      | 2003年10月31日 | ISBN 4-8401-0861-7     | 2009年7月23日    | ISBN 978-957-10-4003-5 |
| 2        |            | 作戰名稱是「喵嗚君」 | 2004年2月29日  | ISBN 4-8401-1035-2     | 2009年4月28日    | ISBN 978-957-10-4044-8 |
| 3        |            | 快樂貓咪的使用手冊   | 2004年5月31日  | ISBN 4-8401-1090-5     | 2009年9月19日    | ISBN 978-957-10-4131-5 |
| 4        |            | 快停下來啊，宇宙船   | 2004年8月31日  | ISBN 4-8401-1135-9     | 2010年5月6日     | ISBN 978-957-10-4268-8 |
| 5        |            | 小喵喵們的學園祭     | 2004年11月30日 | ISBN 4-8401-1174-X     | 2010年6月9日     | ISBN 978-957-10-4287-9 |
| 6        |            | 美麗的接觸的強襲     | 2005年4月30日  | ISBN 4-8401-1252-5     | 2010年8月7日     | ISBN 978-957-10-4344-9 |
| 7        |            | 凱提亞太空船好熱唷   | 2005年8月31日  | ISBN 4-8401-1408-0     | 2011年9月13日    | ISBN 978-957-10-4635-8 |
| 8        |            | 情人節搬家事件       | 2005年12月31日 | ISBN 4-8401-1469-2     | 2012年3月8日     | ISBN 978-957-10-4798-0 |
| 9        |            |                      | 2006年9月30日  | ISBN 4-8401-1597-4     |                  |                        |
| 10       |            |                      | 2007年5月31日  | ISBN 978-4-8401-1844-6 |                  |                        |
| 11       |            |                      | 2008年5月31日  | ISBN 978-4-8401-2310-5 |                  |                        |
| 12       |            |                      | 2009年3月31日  | ISBN 978-4-8401-2486-7 |                  |                        |
| 13       |            |                      | 2010年1月31日  | ISBN 978-4-8401-3161-2 |                  |                        |
| 14       |            |                      | 2010年7月31日  | ISBN 978-4-8401-3429-3 |                  |                        |
| 15       |            |                      | 2012年3月31日  | ISBN 978-4-8401-4527-5 |                  |                        |
| 16       |            |                      | 2012年10月31日 | ISBN 978-4-8401-4817-7 |                  |                        |
| 17       |            |                      | 2013年2月28日  | ISBN 978-4-8401-4994-5 |                  |                        |
| 18       |            |                      | 2013年12月31日 | ISBN 978-4-0406-6160-5 |                  |                        |
| 19       |            |                      | 2014年12月31日 | ISBN 978-4-04-067309-7 |                  |                        |
| 20       |            |                      | 2015年2月28日  | ISBN 978-4-04-067401-8 |                  |                        |

## 漫畫
| 卷數  | 發行（初版第一刷） | ISBN                   |
| ----- | ------------------ | ---------------------- |
| （1） | 2007年3月31日      | ISBN 978-4-8401-1692-3 |
| （2） | 2007年9月30日      | ISBN 978-4-8401-1954-2 |
| （3） | 2008年4月30日      | ISBN 978-4-8401-2220-7 |
| （4） | 2008年11月30日     | ISBN 978-4-8401-2294-8 |
| （5） | 2009年3月31日      | ISBN 978-4-8401-2544-4 |
| （6） | 2010年1月31日      | ISBN 978-4-8401-2972-5 |
| （7） | 2010年6月30日      | ISBN 978-4-8401-3337-1 |
| （8） | 2011年2月23日      | ISBN 978-4-8401-3754-6 |
| （9） | 2013年12月21日     | ISBN 978-4-04-066147-6 |

概要
月刊コミックアライブ2006年10月開始連載。
著者
888

## 遊戲
《あそびにいくヨ！〜ちきゅうぴんちのこんやくせんげん〜》是由IDEA FACTORY在2006年7月27日發售的戀愛冒險類型PlayStation 2遊戲。

## 電視動畫
2010年7月在每日放送和独立UHF局播放。旁白是高垣彩陽。

### 工作人員
- 原作 - 神野オキナ（Media Factory MF文庫J）
- 原案 - 放電映像
- 監督 - 植田洋一
- 助監督 - 鈴木薫
- 系列構成 - 高山カツヒコ
- 角色設計・総作画監督 - 森島範子
- 主要漫畫家 - 山岸正和
- 機械設計 - 鷲尾直廣
- 支柱設計 - 川口理惠
- 車輛設計 - 水村良男
- アシストロイド角色設計 - 渡邉元子
- 美術監督 - 加藤浩
- 色彩設計 - 岩沢れい子
- - 今泉秀樹
- 編集 - 櫻井崇
- 音楽 - 菊谷知樹
- 音響監督 - 鶴岡陽太
- 取材合作 - 、瑞泉酒造、
- 特別合作 -
- 製片人 - 高畑裕一郎、黄樹貳悠、栗田晃宏、福田順、關根陽一
- 動畫制作 - AIC PLUS+
- 製作 - （波麗佳音、AIC、Lantis、AT-X）

### CAST
- 嘉和骑央：田村睦心
- 爱丽丝：伊藤加奈惠
- 金武城真奈美：户松遥
- 双叶葵：花泽香菜
- 古妮：井上喜久子
- 梅尔文：丰崎爱生
- 察依卡：寿美菜子

### 主題曲
片頭曲
「Now loading...SKY!!」
作詞：畑亜貴 / 作曲・編曲：虹音 / 歌：Sphere
第1、9話未播放
第2話作為片尾曲播放
片尾曲
（第1話、第5話、第8話）
作詞・作曲：rino / 編曲：虹音 / 歌：（花澤香菜）
（第3話、第6話、第10話）
作詞：rino / 作曲：中村ユウ / 編曲：岩田雅之 / 歌：金武城真奈美（戸松遥）
「Happy Sunshine」（第4話、第7話、第11話）
作詞・作曲：rino / 編曲：中西亮輔 / 歌：愛麗絲（伊藤加奈惠）
「スマイル☆ピース」（第12話）
作詞・作曲：rino / 編曲：戸田章世 / 歌：愛麗絲（伊藤加奈惠）、金武城真奈美（戸松遥）、双葉葵（花澤香菜）
插入曲

作詞：野田昌宏 / 作曲：大野雄二 / 編曲：菊谷知樹 / 歌：（茅原実里）
第9話中同時當作插入曲和片尾曲。原《太空突擊隊》插曲，原唱为秀夕樹

### 各話標題
日本深夜動畫：下文記載的日本国内播放時間使用日本標準時間（UTC+9）表示。因為部分時間标识會採用30小时制，因此請留意这类超过24:00的时间，其實際播放時間為翌日清晨。
| 話數 | 日文標題 | 中文標題                    | 劇本                | 分鏡                        | 演出                                                     | 作畫監督          |
| ---- | -------- | --------------------------- | ------------------- | --------------------------- | -------------------------------------------------------- | ----------------- |
| #1   |          | 墜入地球的貓                |                     | 植田洋一                    | 植田洋一                                                 | 森島範子 山岸正和 |
| #2   |          | 我來玩了                    | 植田洋一            | 鈴木薰                      | 山根理宏                                                 |                   |
| #3   |          | 來留宿了                    | 川口理惠            | 木村隆一 宇都宮正記（助手） | 木村貴宏                                                 |                   |
| #4   |          | 我来绑架你了                | 东出太              | 佐佐木奈奈子                | 古川英树                                                 |                   |
| #5   |          | 我来救你了                  | 高林久弥            | 高林久弥                    | 門智昭                                                   |                   |
| #6   |          | 我來練習了                  | 西本由紀夫          | 西本由紀夫                  | 沈宏                                                     |                   |
| #7   |          | 我来游泳了                  | 柳瀬雄之            | 柳瀬雄之                    | 杉本光司                                                 |                   |
| #8   |          | 決鬥了哦                    | 木村隆一            | 木村隆一                    | 石野聰 古川英樹                                          |                   |
| #9   |          | 偉大的第一台 小幫手機器人？ | 川口理恵            | 鈴木薰                      | 川口理恵                                                 |                   |
| #10  |          | 我沖你來了                  | 喜多谷充            | 安藤貴史                    | 窪田康高                                                 |                   |
| #11  |          | 來找你了                    | 佐佐木奈奈子        | 佐佐木奈奈子                | 杉本光司                                                 |                   |
| #12  |          | 來找到你了                  | 西久保瑞穂 山口直樹 | 植田洋一                    | 山岸正和、川口理恵 佐光幸恵、杉本光司 古川英樹、森島範子 |                   |
| OVA  |          | 來一起玩吧                  |                     |                             |                                                          |                   |

### 播放電視台
| 播放地區   | 播放電視台   | 播放日期                | 播放時間                   | 所屬電視網   | 備註   |
| ---------- | ------------ | ----------------------- | -------------------------- | ------------ | ------ |
| 近畿廣域圈 | 每日放送     | 2010年7月10日 - 9月25日 | 星期六 25時58分 - 26時28分 | TBS系列      |        |
| 神奈川縣   | 神奈川電視台 | 2010年7月10日 - 9月25日 | 星期六 26時15分 - 26時45分 | 独立UHF局    |        |
| 埼玉縣     | 埼玉電視台   | 2010年7月12日 - 9月27日 | 星期一 25時30分 - 26時00分 | 独立UHF局    |        |
| 愛知縣     | 愛知電視台   | 2010年7月12日 - 9月27日 | 星期一 25時58分 - 26時28分 | 東京電視網   |        |
| 日本全國   | AT-X         | 2010年7月13日 - 9月28日 | 星期二 11時30分 - 12時00分 | CS衛星放送   | 有重播 |
| 千葉縣     | 千葉電視台   | 2010年7月14日 - 9月29日 | 星期三 26時00分 - 26時30分 | 独立UHF局    |        |
| 沖繩縣     | 琉球朝日放送 | 2010年8月6日 - 11月12日 | 星期五 25時15分 - 25時45分 | 全日本新聞網 |        |

### DVD/藍光
| 標題・卷數            | 發售日期       | 收錄   | 初回限定版特典                                                                                                  |
| --------------------- | -------------- | ------ | --- |
| 玩伴貓耳娘 contact：1 | 2010年9月15日  | #1・#2 | - 神野オキナ書き下ろしショートノベルズ収録の特製ブックレット - 放電映像描き下ろしハーフBOX                      |
| 玩伴貓耳娘 contact：2 | 2010年10月20日 | #3・#4 | - 「イロイロ♡使えるあそびにいくヨ!レジャーシート」 - 神野オキナ書き下ろしショートノベルズ収録の特製ブックレット |

## 外部連結
- （日語） 正式名称「三人共用名刺」 （页面存档备份，存于），原作神野奧那的網站。
- （日語） ワクセイガール，插畫放電映像的網站。
- （日語） https://web.archive.org/web/20100718042805/http://888.site90.com/，漫畫版作者888網站。
- （日語） キャーティア大使館Website●あそびにいくヨ！，Drama CD版網站。
- （日語） あそびにいくヨ！，遊戲版網站。
- （日語） TVアニメ「あそびにいくヨ！」公式サイト （页面存档备份，存于），電視動畫版網站。